# Meredith (Victoria)
Pour les articles homonymes, voir Meredith.
Meredith est une ville de l'État de Victoria en Australie sur la Midland Highway, à 116 km à l'ouest de Melbourne entre les villes de Ballarat et de Geelong. Lors du recensement de 2021 elle comptait 821 habitants avec sa banlieue dont 412 dans le centre urbain.
La poste de Meredith a ouvert le 1er novembre 1854 et le chemin de fer a rejoint la ville en 1862. Un festival de musique s'y déroule chaque année depuis 1991.